# هيرب كوب
هيرب كوب (بالإنجليزية: Herb Cobb)‏ هو لاعب كرة قاعدة أمريكي، ولد في 6 أغسطس 1904 في بينتوبس في الولايات المتحدة، وتوفي في 8 يناير 1980 في تاربورو في الولايات المتحدة.